# Speces
Speces ili Spetses (grčki: Σπέτσες) je jedan od Saronskih otoka u Egejskom moru u središnjoj Grčkoj. Otok upravno pripada prefekturi Pirej i Periferiji Atika, kao jedna od općina. Sjedište općine i najveće naselje na otoku je istoimeni gradić Speces na severoistočnoj strani otoka.

## Prirodni uvjeti
Speces je smješten u jugozapadno od Atene (oko 80 km zračno). Iako je jedan od Saronskih otoka, Speces nije u Saronskom zaljevu, već nešto južnije, blizu Argoliskog zaljeva. Peloponez je najbliže kopno na oko 5 kilometara. Otok je slabo razvedene obale s nekoliko malih zaljeva sa skrivenim plažama. Speces je brdoviti otok.
Klima na Specesu je sredozemna. I zelenilo je znakovito za ovu klimu.

## Povijest
Speces je jako rano naseljen, već u doba rane prapovijesti. U doba Mikenske civilizacije Speces je bio "živi" otok za ovaj dio Grčke. U doba stare Grčke zahvaljujući dobrom položaju Speces je bio "sudionik" svih važnih događaja. U vrijeme ranog Bizanta česti napadi gusara doveli su novog nazadovanja otoka. Poslije osvajanja Carigrada od strane Križara 1204. g. Speces je bio pod vlašću Zapada sve do 16.stoljeća. Tada otok osvajaju Turci i pod njima ostaje stoljećima uz kratku vlast Mlečana krajem 17. stoljeća.
Novi procvat Specesa događa se obrazovanjem suvremene Grčke 1830. g. i poslije 10-godišnjeg ratovanja s Turcima, kada su stanovnici Specesa bili iznimno uključeni u Grčki ustanak. Proglašavanjem obližnje Atene za novu prijestonicu Speces se počinje razvijati, ali to ipak nije spriječilo iseljavanje mnogobrojnog stanovništva s otoka. Poslije Drugog svjetskog rata razvojem i prenaseljavanjem ne tako daleke Atene otok postaje mjesto vikend turizma Atenjana, što je dalo novi poticaj za razvoj.

## Stanovništvo
Po popisu iz 2001. g. na otoku živi blizu 4.000 stanovnika. Gotovo cjelokupno stanovništvo su Grci. Speces s više od 140 st./km² spada u gusto naseljene otoke u Grčkoj. Posljednjih popisa kretanje stanovništva u općini i gradu Speces (koja obuhvaća i par malih okolnih otoka) bilo je:
- 1981. g. grad - 3.729 st., općina -
- 1991. g. grad - 3.509 st., općina - 3.609 st.
- 2001. g. grad - 3.846 st., općina - 3.916 st.

Gotovo svi stanovnici općine (preko 90%) žive u gradu Specesu. Grad Speces je dobro očuvan gradić s lijepom starom jezgrom.

## Gospodarstvo
Poljoprivreda i pomorstvo su tradicionalna zanimanja ostrvskog stanovništva Specesa, pogotovo uzgajanje vinove loze i masline. Danas je ona u sjeni vikend turizma. U prilog turizmu ide i dobra prometna povezanost otoka s obližnjom Atenom. Otok je najčešće odredište Atenjana u slobodno vrijeme, pa je prepun taverni, pansiona, diskoteka i drugih sadržaja namijenjenih slobodnom vremenu. Prednost otoka je i zabrana velikih motornih vozila (izuzev javnog prijevoza), što je uskladu s uskim ulicama naselja i razdaljinama koje se mogu prepješačiti.

## Vanjske poveznice
- Službena stranica  Arhivirana inačica izvorne stranice od 5. prosinca 2008. (Wayback Machine) (engl.) (grč.)